# Томашівська сільська рада (Калуський район)
| Томашівська сільська рада — орган місцевого самоврядування у Калуському районі Івано-Франківської області з адміністративним центром у с. Томашівці. Водоймища на території, підпорядкованій даній раді: річка Болохівка. Сільській раді підпорядковані населені пункти: - с. Томашівці - с. Перекоси |

## Склад ради
Рада складається з 18 депутатів та голови.

### Керівний склад ради
| ПІБ                         | Основні відомості                                                                     | Дата обрання | Дата звільнення |
| --------------------------- | ------------------------------------------------------------------------------------- | ------------ | --------------- |
| Безрукий Богдан Миколайович | Сільський голова, 1950 року народження, освіта                                        | 26.03.2006   | 31.10.2010      |
| Безрукий Богдан Миколайович | Сільський голова, 1950 року народження, освіта, член політичної партії «Наша Україна» | 31.10.2010   |                 |

Примітка: таблиця складена за даними джерела